# 大青嘴镇
大青嘴镇，是中华人民共和国吉林省长春市德惠市下辖的一个乡镇级行政单位。

## 行政区划
大青嘴镇下辖以下地区：
镇东社区、大青嘴村、二青嘴村、复洲村、朝阳沟村、双泉眼村、暖泉子村、兴龙沟村、榆树林村、排子沟村、新兴村、民主村、兴盛村、茨梅林村、太平村和小岭村。